# Mabon de Vannes
Mabon est le dix-septième évêque du diocèse de Vannes au VIIe siècle ou au VIIIe siècle.